# Celama mediozonata
Celama mediozonata är en fjärilsart som beskrevs av George Francis Hampson 1896. Celama mediozonata ingår i släktet Celama och familjen trågspinnare. Inga underarter finns listade i Catalogue of Life.